# Rhodopteryx hebardi
Rhodopteryx hebardi är en insektsart som beskrevs av Vignon 1930. Rhodopteryx hebardi ingår i släktet Rhodopteryx och familjen vårtbitare. Inga underarter finns listade i Catalogue of Life.